# Aeshna tuberculifera
Aeshna tuberculifera – gatunek ważki z rodziny żagnicowatych (Aeshnidae). Występuje na terenie Ameryki Północnej.